# Shalanda Baker
Shalanda Helen Baker, née le 24 décembre 1976, est directrice adjointe à la justice énergétique et conseillère du secrétaire sur l'équité au département de l'Énergie des États-Unis, où elle travaille à la mise en œuvre de politiques énergétiques compatibles avec la justice énergétique,. Elle est également professeur de droit, professeur de politique publique et d'affaires urbaines à l'université du Nord-Est.
Elle est cofondatrice de l'Initiative pour la justice énergétique, et auteure du livre Revolutionary Power: An Activist's Guide to the Energy Transition.
Shalanda Baker a participé à la Coupe du monde féminine de rugby à XV 1998.

## Éducation et carrière
Shalanda Baker est diplômée de l'Académie de la Force aérienne des États-Unis, de la faculté de droit de l'université du Nord-Est, à Boston, et de la faculté de droit de  l'université du Wisconsin à Madison à Madison. Elle a travaillé comme officier de l'Armée de l'air pendant l'ère « Don't ask, don't tell » et a obtenu sa démobilisation après que sa situation personnelle l'a mise en porte-à-faux avec cet usage controversé. Elle a été professeur de droit à l'université de San Francisco, à l'université Northeastern  et à l'université d'Hawaï à Mānoa, avant de rejoindre l'université Northeastern en tant que professeur de droit, de politiques publiques et d'affaires urbaines. 
En 2021, elle rejoint le gouvernement américain et devint directrice adjointe de la justice énergétique et conseillère du secrétaire en équité au département de l'Énergie des États-Unis.